# Sembrouthes
Sembrouthes war ein König des Aksumitischen Reiches in Afrika und regierte wahrscheinlich in der zweiten Hälfte des dritten Jahrhunderts. Er ist bisher nur von einer auf Griechisch verfassten Inschrift bekannt, die sich bei Daqqi Mahari, etwas nördlich von Aksum fand. Der Text der kurzen Inschrift lautet:
König der Könige von Aksum, Sembrouthes kam (und) hat (diese Inschrift) im Jahr 24 von Sembrouthes, dem Großen König geweiht.
Sembrouthes regierte also mindestens 24 Jahre und er ist auch der erste Herrscher von Aksum mit dem Titel König der Könige.